# Къламбъс авеню (Сан Франциско)
„Къламбъс авеню“ (на английски: Columbus Avenue, в превод „Авеню Колумб“) е основно авеню в североизточен Сан Франциско, щата Калифорния. Разпростира се от улица „Монтгомъри“ (Montgomery St.) на юг до ул. „Бийч“ (Beach St.) на север. Преминава през италианския квартал „Норт Бийч“ на север, където завършва на една пряка от Санфранциския залив. В „Норт Бийч“ се пресича с ул. „Бродуей“ – друга голяма улица в Сан Франциско. Освен многото ресторанти и кафета по него има и магазини за отдаване на велосипеди под наем, които се взимат за разходка по моста Голдън Гейт.